# Ptilinop taronja
El ptilinop taronja (Chrysoena victor Syn.: Ptilinopus victor) és una espècie d'ocell de la família dels colúmbids (Columbidae) que habita els boscos de les illes Fiji.